# La educación prohibida
La educación prohibida es una película documental independiente de Argentina estrenada en agosto de 2012. La misma documenta experiencias educativas no convencionales en países de Iberoamérica y España, donde están representadas instituciones educativas con prácticas vinculadas a las ideas y pedagogías como la Educación popular, Waldorf, Montessori, Cossettini, Pedagogía libertaria, Homeschooling y otras referencias dentro de la llamada pedagogía progresista.
Esta obra es considerada la primera película en español estrenada que fue financiada mediante un modelo de crowdfunding o financiación en masa. Se destacó también por su modelo de proyección distribuido, que permitió su estreno en simultáneo en 151 salas en 119 ciudades de 13 países, en donde fue vista por más de 18 000 espectadores. A un año de su estreno se estima que la película fue reproducida y descargada más de 10 millones de veces y se registraron casi 900 proyecciones independientes en más de 30 países.
La película se publicó bajo una licencia de Creative Commons del tipo Copyleft. De acuerdo con una entrevista del director Germán Doin en Global Education Magazine, la película documental busca "promover y alimentar una discusión, un debate, que claramente creemos que hoy será muy fructífero. Ayudar a que estas experiencias se multipliquen y en última instancia brindar herramientas para que las personas tomen las decisiones sobre sus prácticas educativas".
Luego del estreno de la película, sus realizadores iniciaron el proyecto REEVO, una organización sin fines de lucro que es hoy en día la principal red sobre educación alternativa de América Latina.

## Contenido
El documental se divide en 10 episodios temáticos que abordan diversos aspectos de las prácticas educativas en el contexto escolar y fuera de él. Además, el contenido de la obra se complementa por animaciones que ilustran cada episodio y por un relato que recorre toda la película. La película ha sido destacada por académicos de la educación como un impulso a la crítica de la escuela tradicional

## Festivales y muestras
La película se exhibió en los siguientes festivales:
- 27.º Festival Internacional de Cine de Mar del Plata. Argentina. 2012.[9]
- Festival Audiovisual CC de Medellín. Colombia. 2012.[10]
- DOCTACINE - Muestra de cine documental de Córdoba. Argentina. 2012.[11]
- 3.er Festival de Cine Infantil y Juvenil de Bogotá. Colombia. 2013.[12]
- Muestra de Cine Infantil de Florianópolis. Brasil. 2013.[13]
- Festival de Cine Social de Concordia. Argentina. 2013.[14]
- Festival de Cine Latinoamericano de Trieste. Italia. 2013.[15]
- Festival de Cine Documental de Educación de Taipéi CNEX. China. 2013.[16]
- Festival de Cine Movida Conciencia Ya. Caracas, Venezuela. 2014.[17]
- Ciranda de Filmes. San Pablo, Brasil. 2014.[18]
- Viewster Online Film Fest. 2014.[19]
- AltEd Film Festival. Black Mountain, EE. UU.. 2014.[20]
- 8th International Children's Film Festival Bangladesh. 2015.
- OM Film Festival. Kansas, EE. UU.. 2015.[21]
- KO&Digital Festival Internacional de Cine Solidario. Spain. 2015